# Barsebäckshamn
Barsebäckshamn – miejscowość (tätort) w Szwecji, w regionie administracyjnym (län) Skania, w gminie Kävlinge.
Według danych Szwedzkiego Urzędu Statystycznego liczba ludności wyniosła: 477 (31 grudnia 2015), 477 (31 grudnia 2018) i 507 (31 grudnia 2019).